# نبردناو اکاترینا دوم
نبردناو اکاترینا دوم (به انگلیسی: Russian battleship Ekaterina II) یک کشتی بود که طول آن ۳۳۹ فوت ۳ اینچ (۱۰۳٫۴ متر) بود. این کشتی  در سال ۱۸۸۶ ساخته شد.